# Krekenava
Krekenava (polonais: Krakinów) est un village de 2 003 habitants dans la municipalité du district de Panevėžys au nord de la Lituanie.

## Histoire
En 1409, la ville est le centre du poviat de Upytė poviat. En 1419, la première église en bois est construite par Vytautas le Grand.
En juillet et août 1941, un Einsatzgruppen de nationalistes lituaniens massacre la communauté juive de la ville, environ 50 adultes et 60 enfants. Des personnes accusées d'être communistes sont également assassinées. Cette exécution de masse fait 190 victimes. Le massacre a lieu dans un fossé situé entre l'ancien et le nouveau cimetière.

## Personnalités liées
- Felicija Bortkevičienė (1873-1945), femme politique, y est née.

## Galerie

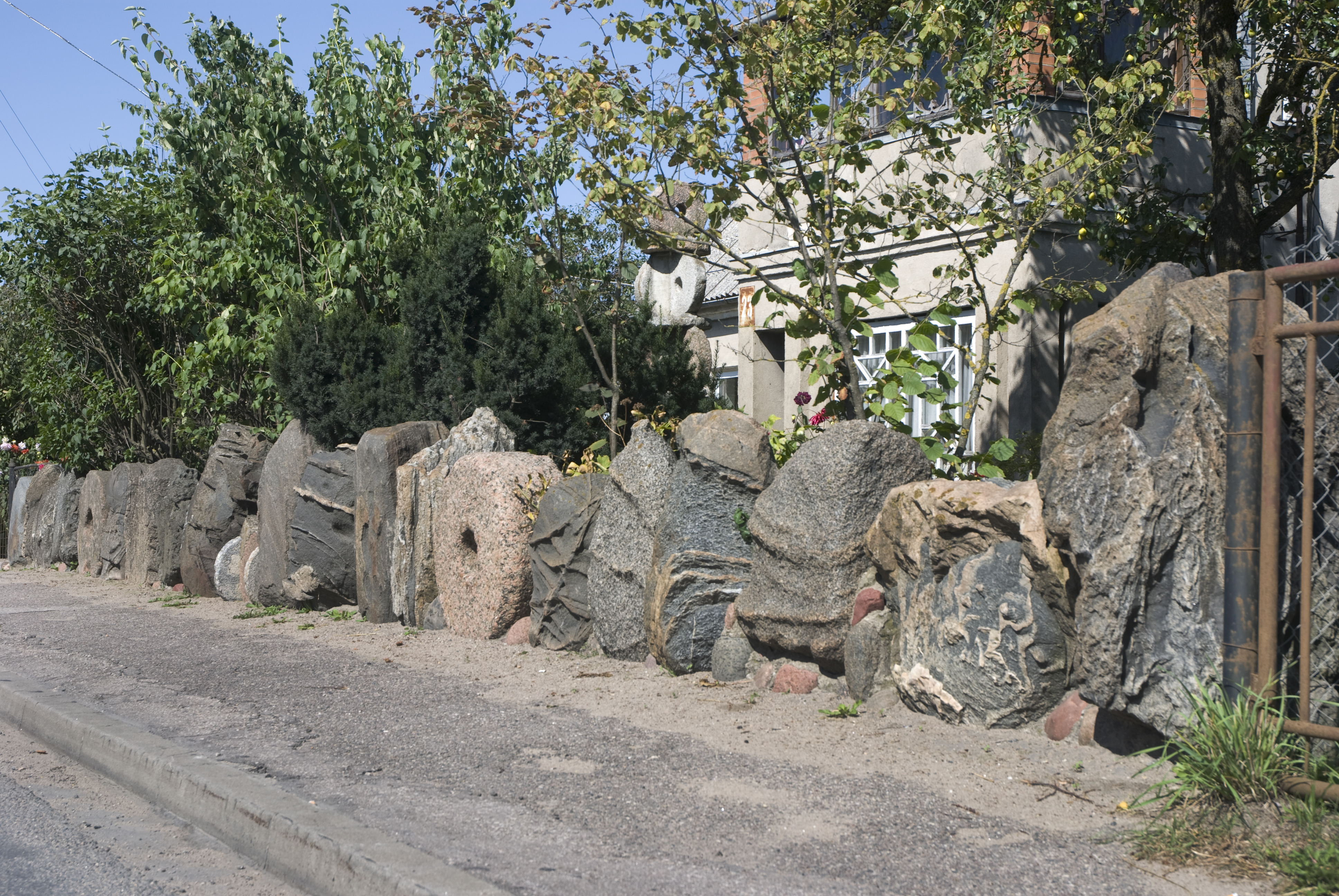
Mur en pierre
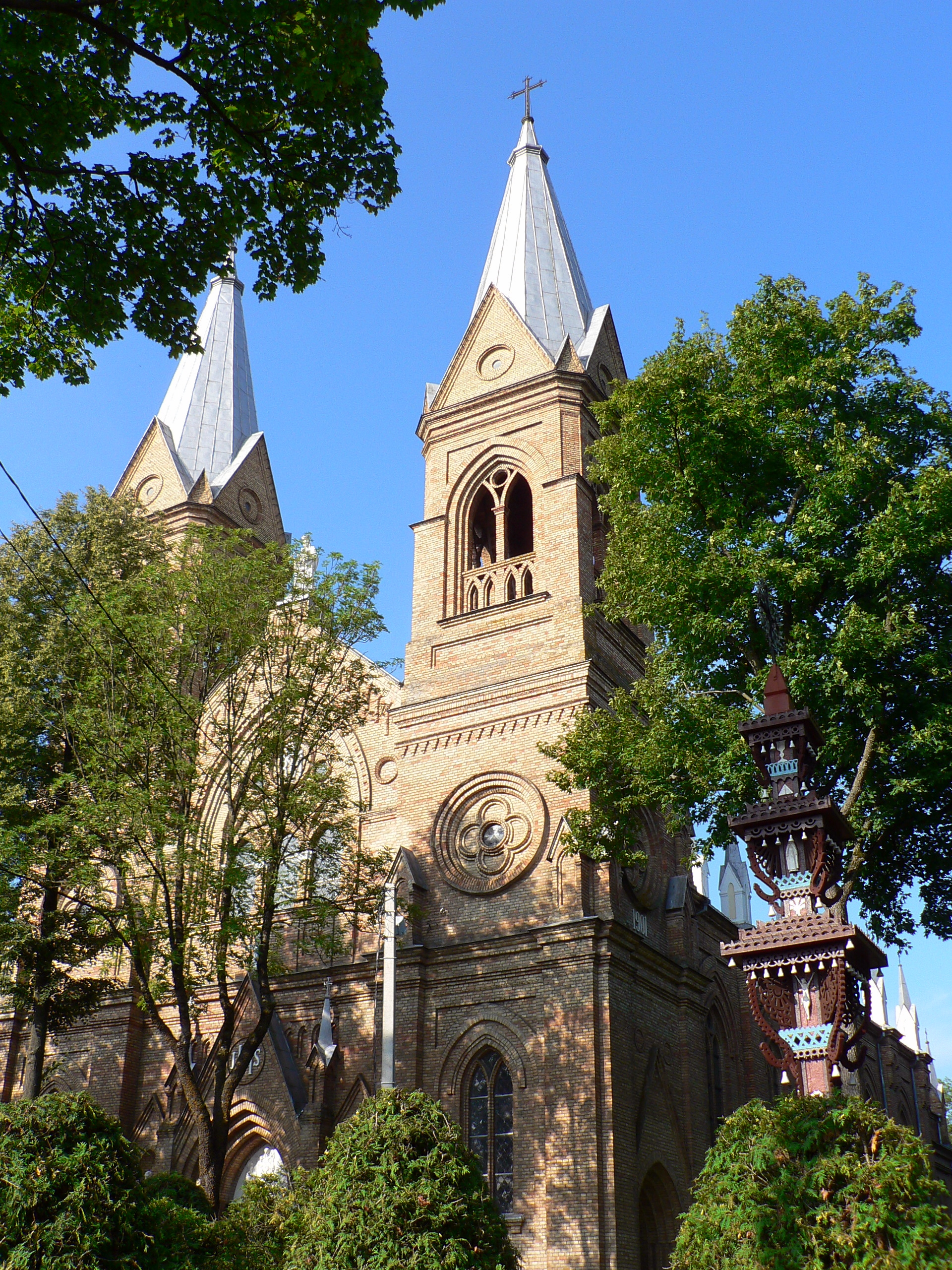
Église
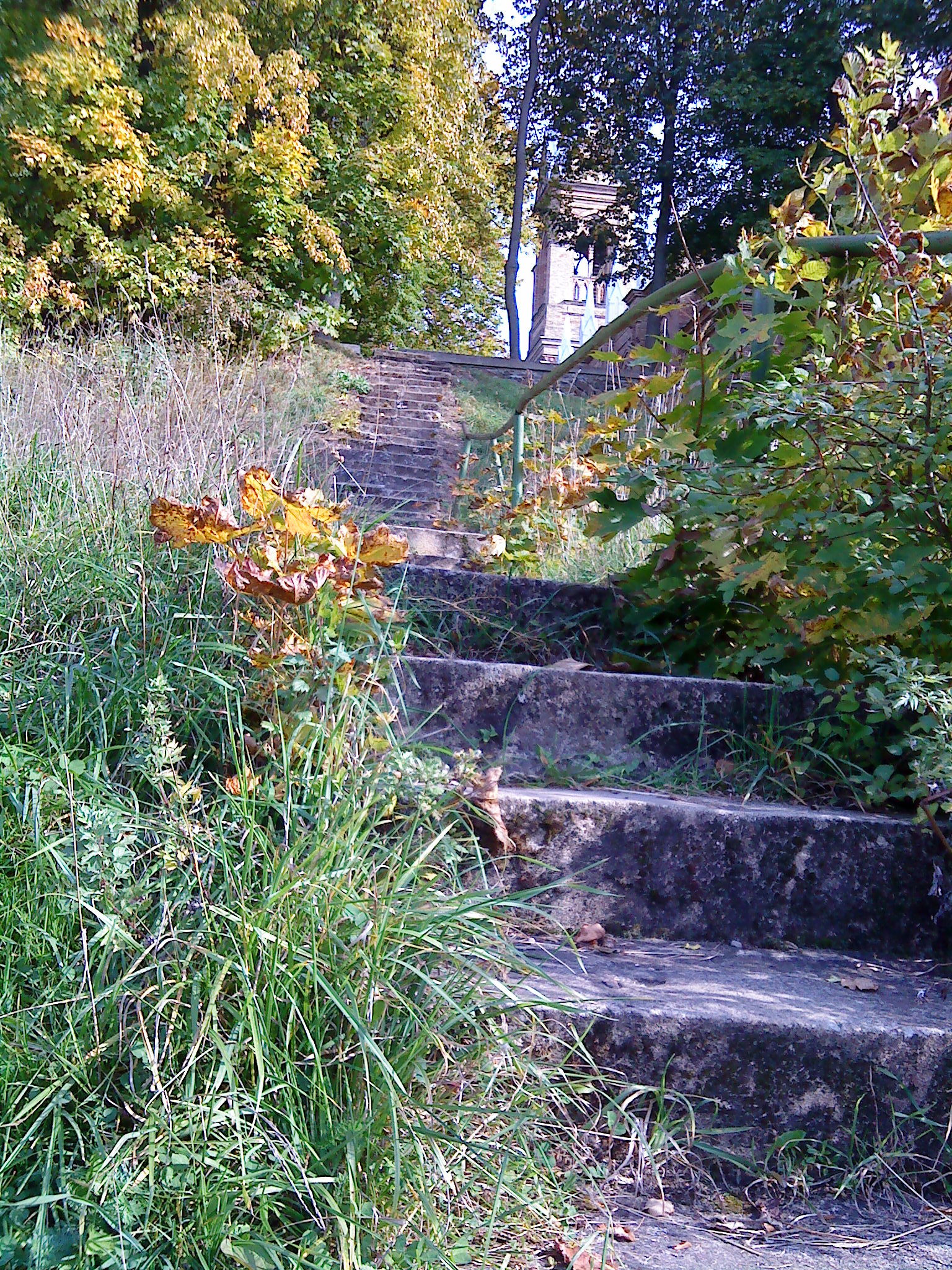
Marches de l'église
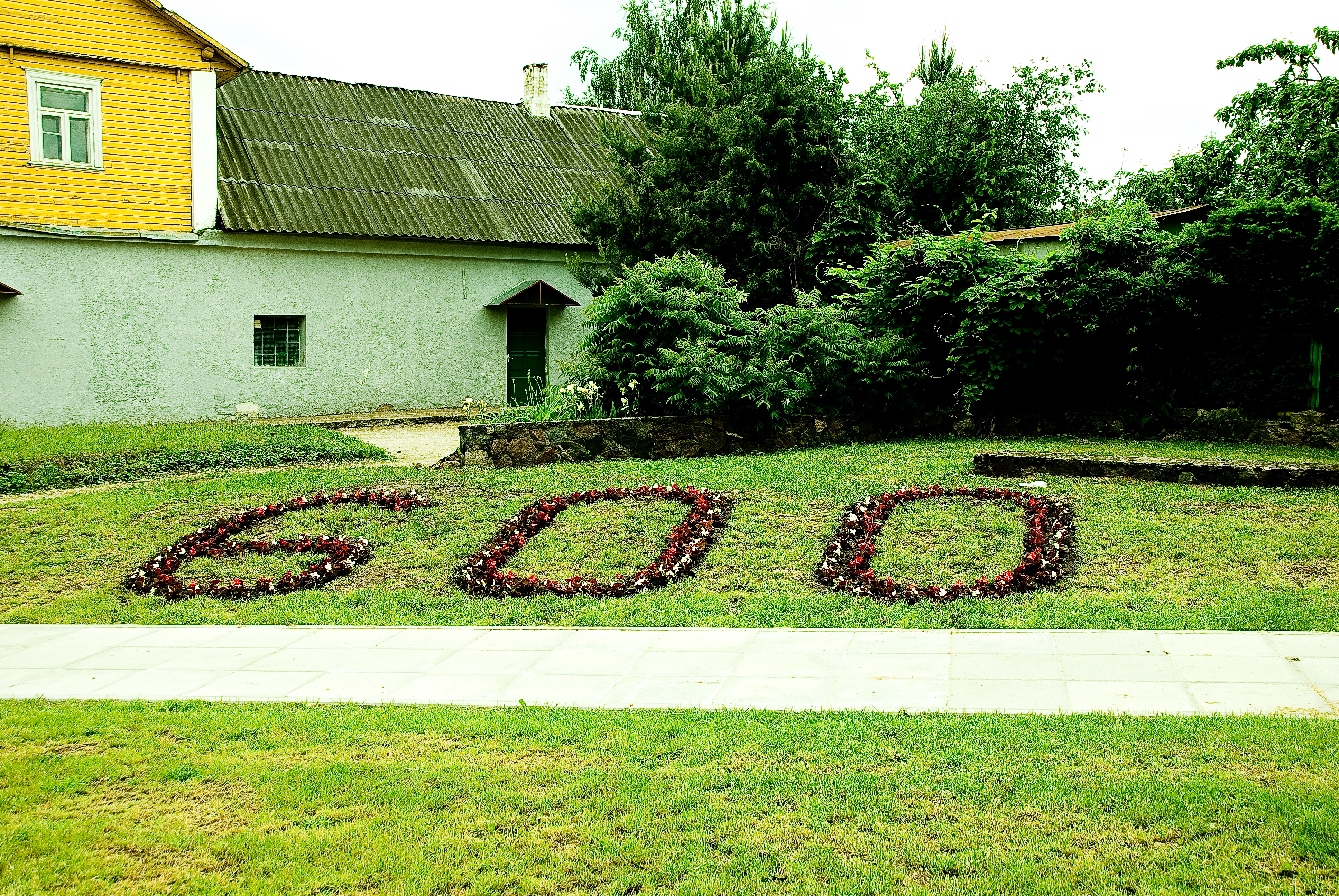
Jubilé des 600 ans de la ville
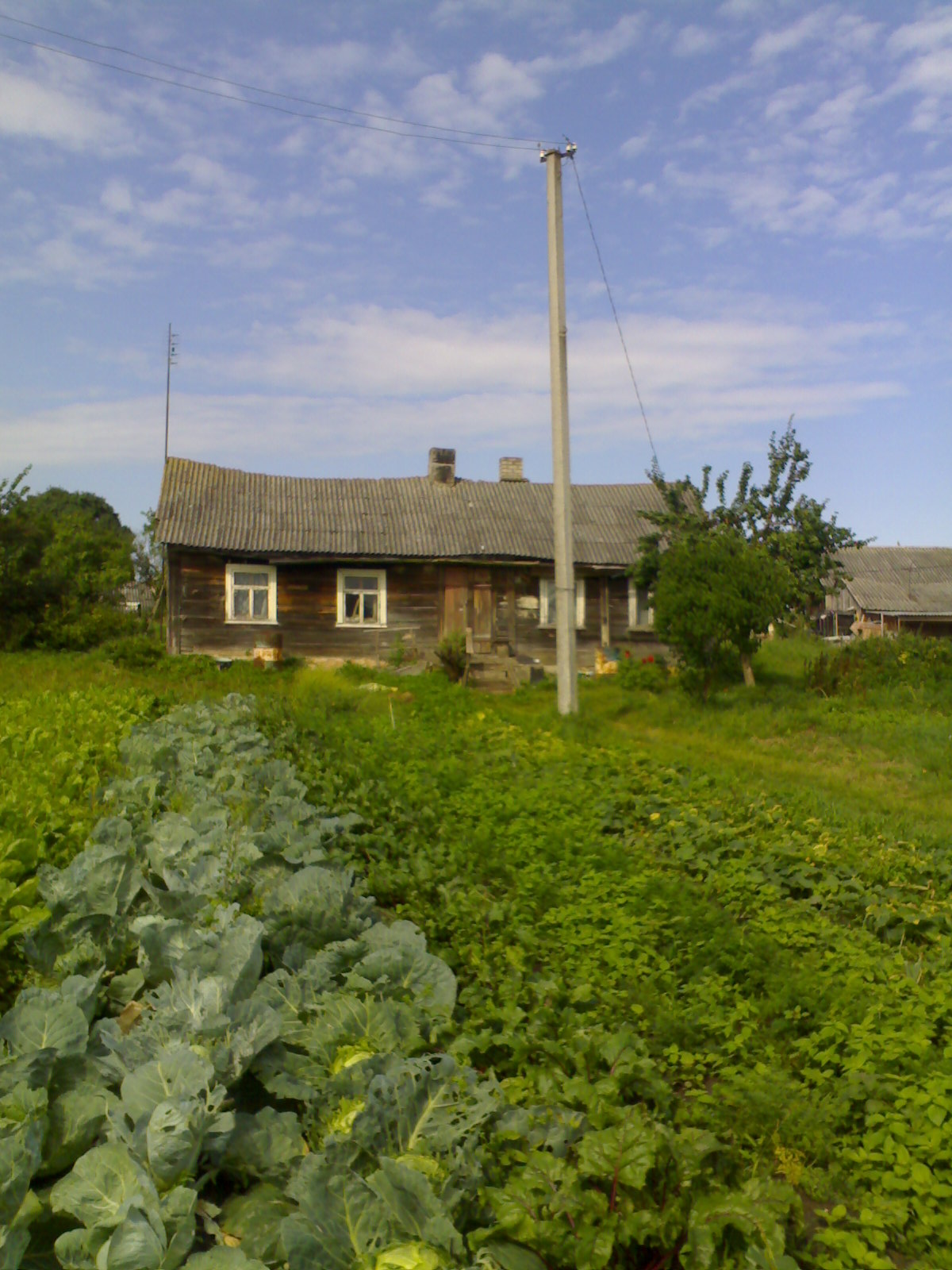
Vieille maison
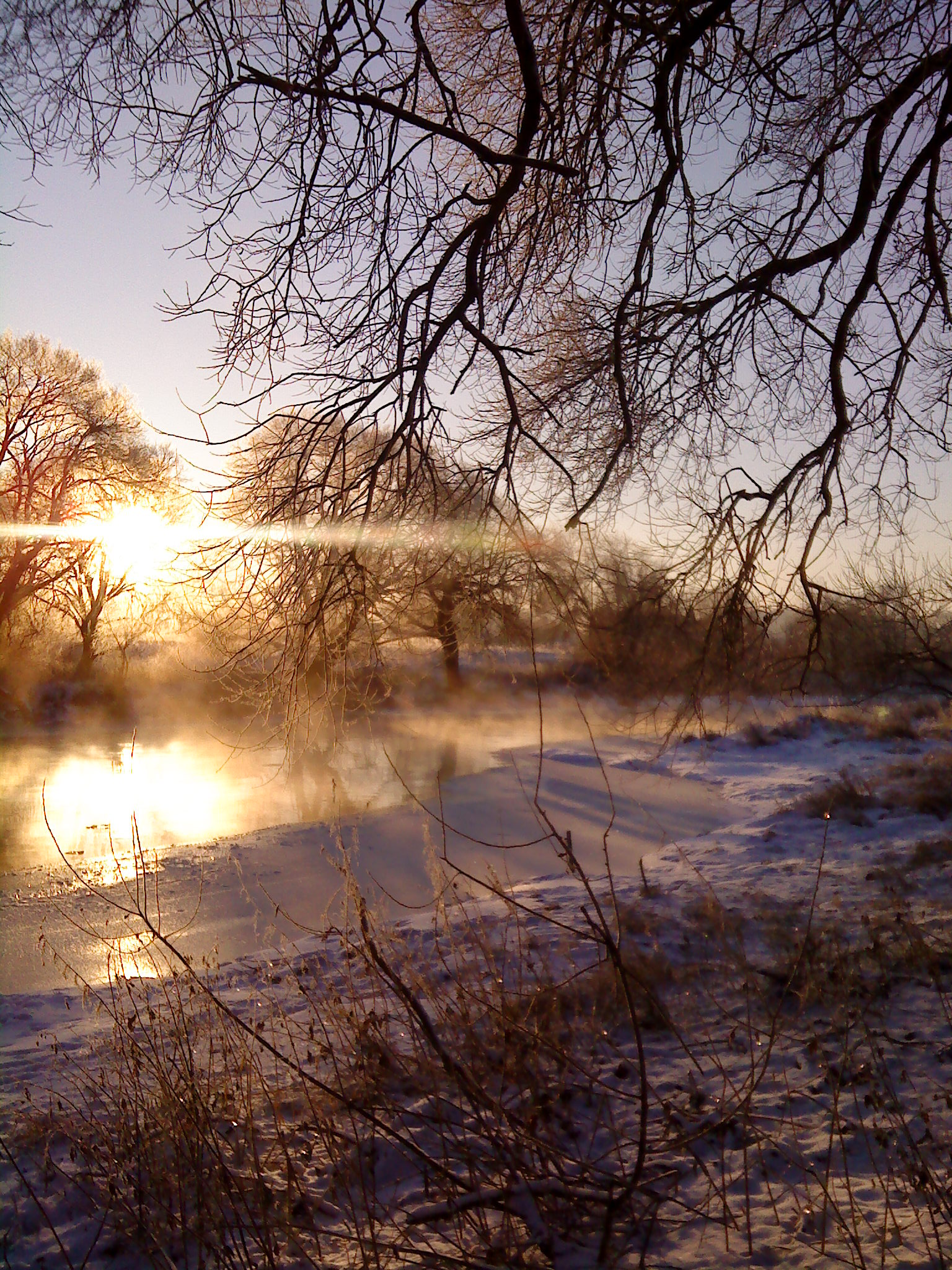
Rivière Nevėžis en hiver
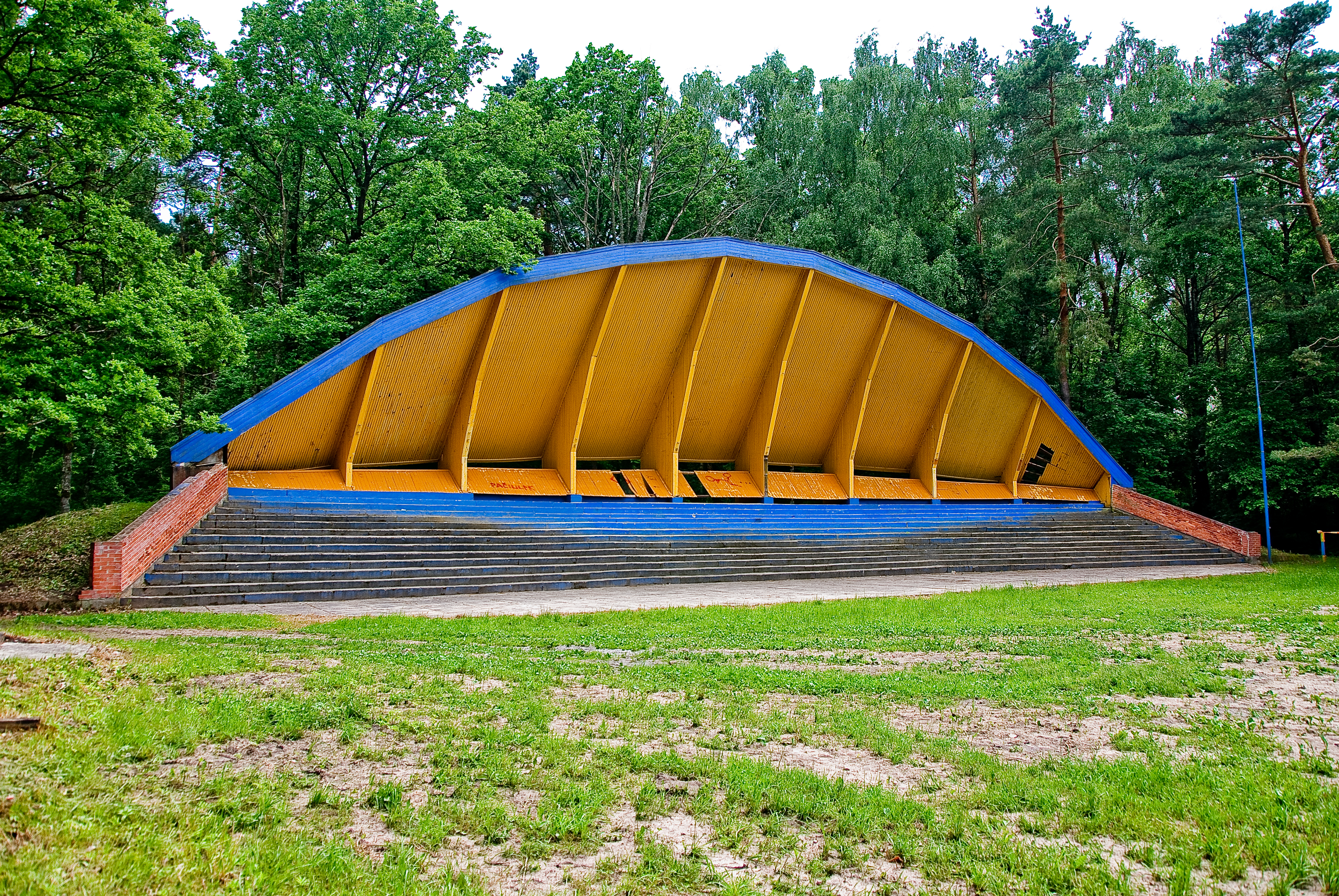
Forêt de pins
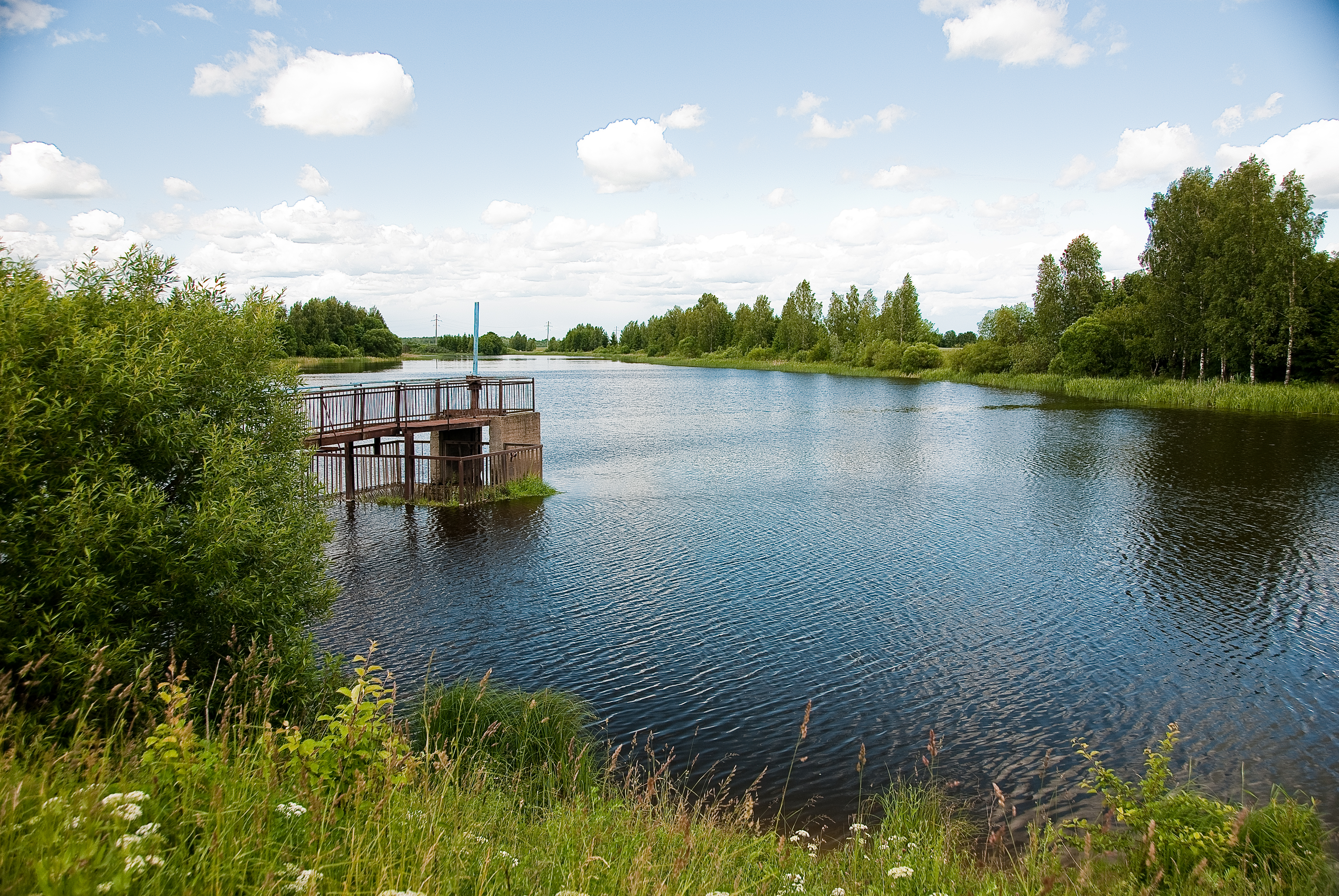
Barrage
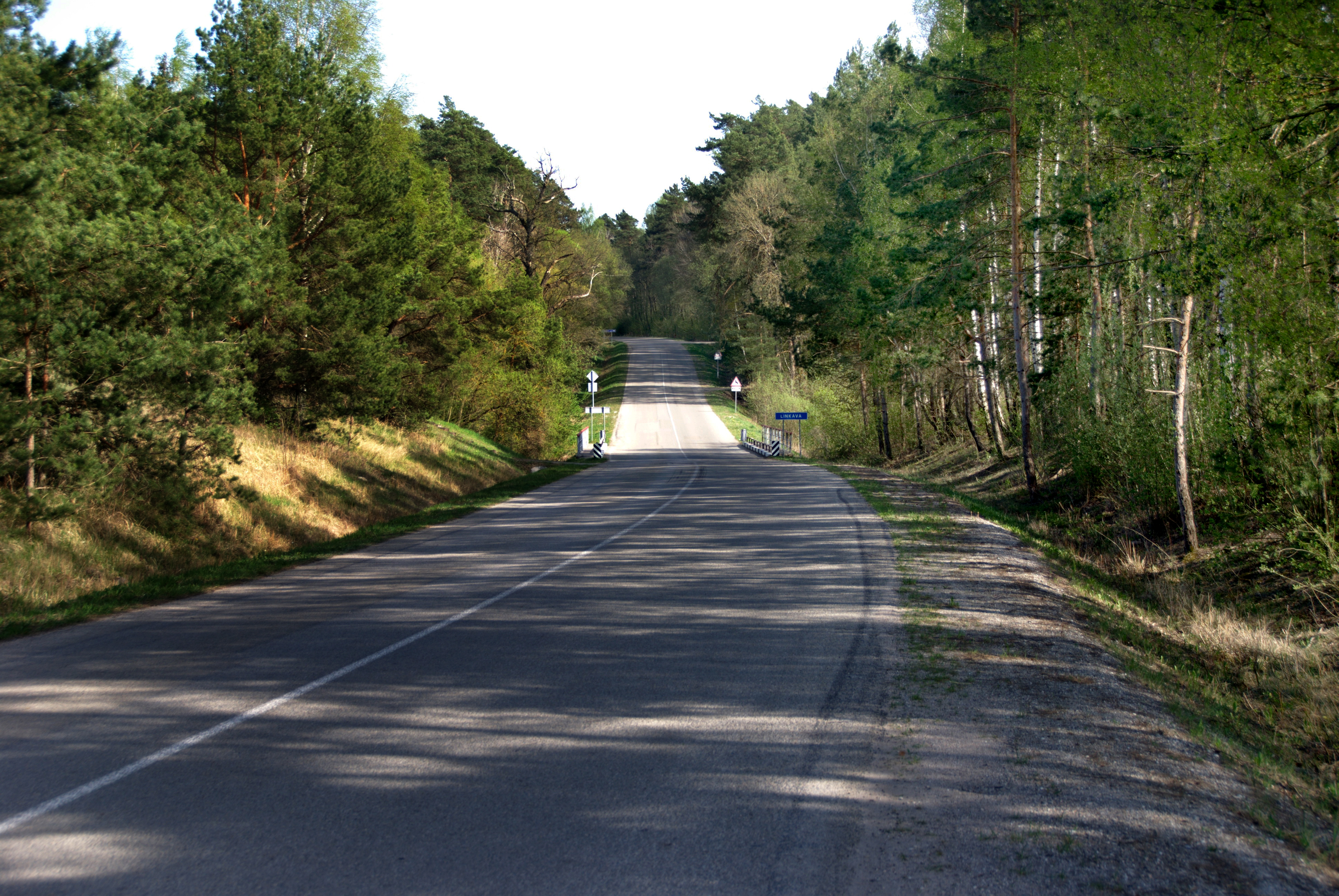
Route pourVarnakalnis